# 佐藤素子 (旧皇族)
佐藤 素子（さとう もとこ、1942年〈昭和17年〉 - ）は、日本の旧皇族。竹田宮恒徳王の第1王女子。母は、公爵三条公輝令嬢・光子。旧名、素子女王（もとこじょおう）。皇籍離脱前の身位は女王で、皇室典範における敬称は殿下。

## 人物・来歴
1942年（昭和17年）、竹田宮恒徳王と同妃光子の第1王女子として、東京府東京市芝区高輪南町（現：東京都港区高輪）の竹田宮邸で生まれる。日本国憲法施行後の1947年（昭和22年）10月14日、皇室典範第11条1項により、父や家族とともに皇籍離脱。以後は、「竹田 素子（たけだ もとこ）」と名乗る。三友食品取締役の佐藤博と結婚し、「佐藤 素子」となる。夫との共著に『留学生日記』（1988年、大学書林）がある。

## 家系
- 父：竹田宮恒徳王
- 母：恒徳王妃光子（公爵・三条公輝の二女）
- 兄弟：恆正王 - 素子女王 - 紀子女王 - 恒治王 - 恒和
- 夫：佐藤博

## 画像
- 1942年撮影、竹田宮恒徳王一家、光子妃に抱かれているのが素子女王